# Constantin Istrati
Constantin Istrati (Roman, 1850-París, 1918) fue un químico, médico y profesor rumano.

## Biografía
Nacido en Roman en septiembre de 1850, el día 5, hizo sus estudios secundarios en Iași y los terminó en la Facultad de Ciencias y Medicina de la Universidad de Bucarest, que le concedió el título de doctor en 1876. Inmediatamente partió con la 3.ª sección de la Cruz Roja como médico militar a las llanuras de Bulgaria, donde contrajo tifus mientras cuidaba a los enfermos.
Después de dirigir el establecimiento de hidroterapia en Sinaia de 1879 a 1882, se consagró a sus estudios de química y realizó un curso de química forense en la Facultad de Medicina. En 1882 partió hacia París para asistir a los cursos de la Sorbona y trabajar en el laboratorio de Charles Adolphe Wurtz. De regreso a Rumania ocupó la cátedra de química médica, que había quedado vacante por la muerte de Carol Davila, y en 1887 ocupó también la cátedra de química orgánica mediante concurso. Falleció el 30 de enero de 1918 en París.
Entre sus publicaciones se encontraron títulos como Curs elementar de chimie organică (1890), Tratat elementar de chimie, Chimia din punctul de vedere al vulgarisărei acestei sciinţe y Despre nomenclatura in chimia organică.